# Маротта, Джузеппе
Джузе́ппе Маро́тта (итал. Giuseppe Marotta; 5 апреля 1902, Неаполь — 12 октября 1963, Неаполь) — итальянский писатель, сценарист и продюсер.

## Биография
Родился 5 апреля 1902 года в Неаполе.
Его отец, известный адвокат, умер, когда Джузеппе было девять лет. Начались трудные годы. Окончив школу Маротта устроился работать в неаполитанскую газовую компанию. Одновременно начал писать стихи и прозу. В 1920 вместе с несколькими своими приятелями, попытался издавать литературный журнал. В 1925 переехал в Милан в поисках карьеры журналиста. Работал корректором в издательстве Арнольдо Мондадори, а затем редактором в издательстве Андреа Риццоли. В 1940 году переехал Рим. Здесь началось его сотрудничество с газетой Коррьере-делла-Сера. Это сотрудничество длилось почти всю его дальнейшую жизнь. В 1958 году Маротта вернулся в свой родной город Неаполь.
Умер 10 октября 1963 года от кровоизлияния в мозг.
Несколько новелл из сборника «Золото Неаполя» послужили основой для поставленного в 1954 году одноимённого фильма Витторио Де Сика.

## Сочинения
- «Всё мне» (1932)
- «Полмиллиарда» (1938)
- «Серебряный топор» (1941)
- «Золото Неаполя» (1947)
- «Святой Януарий никогда не говорит „нет“» (1948)
- «В Милане не холодно» (1949)
- «Камни и облака». Сборник рассказов (1950)
- «Ученики Солнца» (1952)
- «Так соберёмся же с духом и взглянем!» (1954)
- «Ученики времени» (1960)
- «Маленький театр Паллонетто» (1964)

## Переводы на русский язык
- Итальянская новелла XX века. М., Худож. литература. 1969.
- Золото Неаполя. Рассказы: Пер. с ит. Составитель, вступ. статья С. К. Бушуевой. Л., 1989.